# Enginyeria agrícola

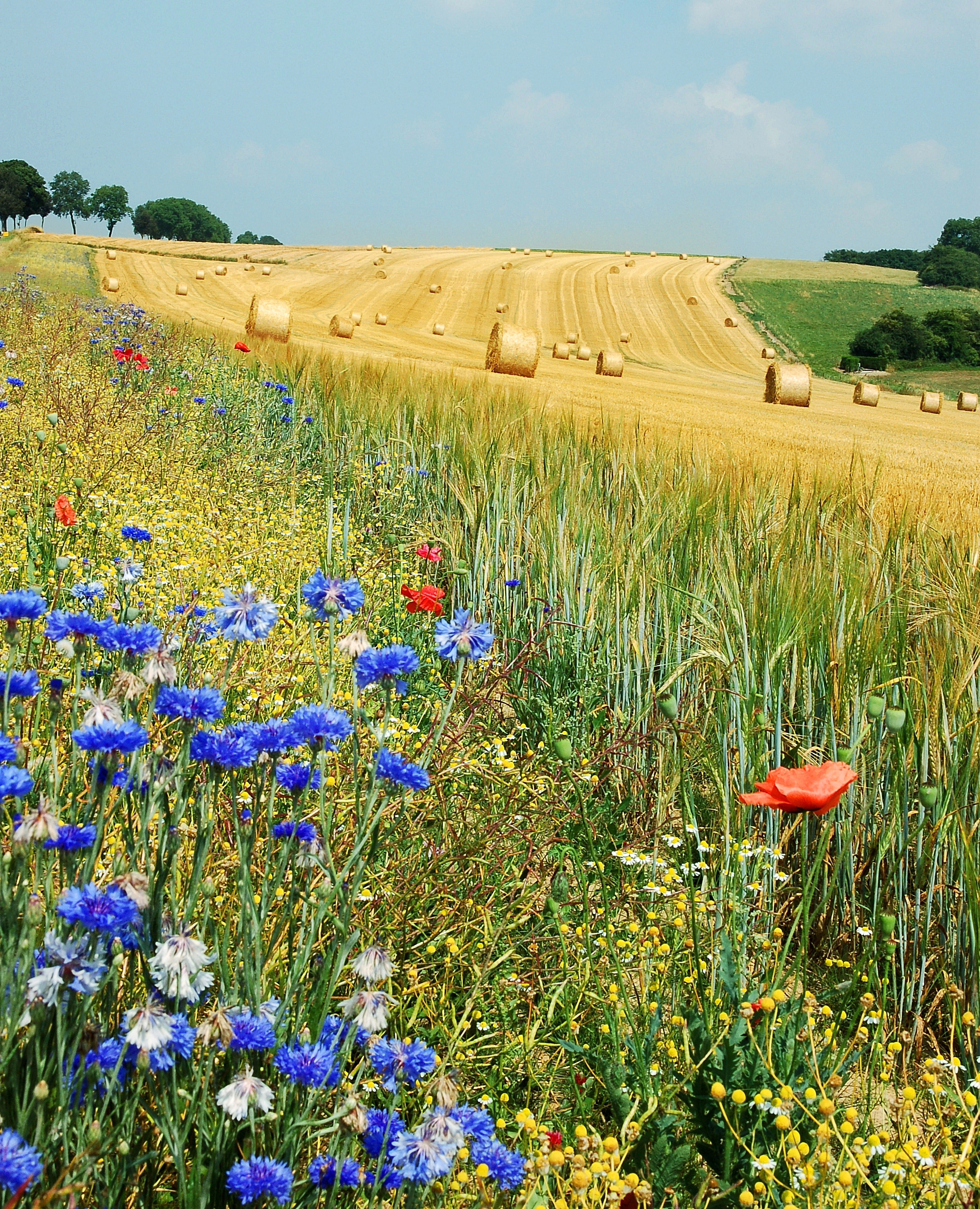
Un camp a Bèlgica

L'enginyeria agrícola o enginyeria agrònoma és la disciplina de l'enginyeria que aplica la ciència i la tecnologia en els sistemes de producció agrícola i en la gestió dels recursos naturals amb el propòsit de resoldre els problemes relacionats amb la producció agrícola sustentable. Els enginyers agrícoles dissenyen maquinària agrícola i les estructures necessàries. Entre llurs tasques es troben la planejament, la supervisió i la gestió dels esquemes d'irrigació i drenatge així com dels sistemes del control de l'aigua i de generació d'energia. També han de fer estudis d'avaluació de l'impacte ambiental de les activitats tecnològiques agrícoles.
Els enginyers agrònoms són titulats universitaris de segon cicle competents en els àmbits de l'enginyeria agronòmica, civil i mediambiental. Tenen competències reconegudes en molts diversos àmbits i exerceixen la professió des de l'exercici lliure d'aquesta, des de diversos àmbits oficials i territorials de les administracions públiques i des de l'empresa privada en indústries agroalimentàries, explotacions agropecuàries i altres. El títol d'Enginyer Agrònom es caracteritza per tenir un perfil generalista, fet que suposa el coneixement de temes relacionats amb els àmbits de l'enginyeria i de l'agronomia.

## Estudis
Els enginyers tècnics agrícoles són titulats universitaris de primer cicle, habitualment, després de superar un curs pont, poden cursar els cursos que els permeten accedir a la titulació universitària superior d'enginyer agrònom. Podran accedir al 2n cicle d'aquesta titulació els qui hagen superat el 1r cicle de les titulacions següents: Amb complements de formació: Enginyer Tècnic Agrícola, especialitat en Mecanització i Construccions Rurals.
Sense complements de formació: Enginyer Tècnic Forestal, especialitat en Explotacions Forestals; Enginyer Tècnic Forestal, especialitat en Indústries Forestals; Enginyer Forestal; Enginyer Tècnic Agrícola, especialitat en Explotacions Agropecuàries; Enginyer Tècnic Agrícola, especialitat en Hortofructicultura i Jardineria; i Enginyer Tècnic Agrícola, especialitat en Indústries Agràries i Alimentàries.
Les persones amb aquesta titulació es formen a les escoles politècniques superiors o les específiques d'enginyers agrònoms. A Catalunya, la titulació d'enginyeria agrònoma és impartida a l'Escola Tècnica Superior d'Enginyeria Agrària de Lleida inclosa dins de la Universitat de Lleida. Al País Valencià també s'imparteix la titulació d'enginyeria agrònoma tant a la Universitat politècnica de València com a la Universitat Miguel Hernández d'Oriola. A les Illes Balears, s'hi imparteixen -tant el Grau, com el Màster- a UIB (Universitat de les Illes Balears).
Els estudis per accedir-hi són el batxillerat LOGSE: ciències de la salut i cientifico-tecnològica.

## Història
L'agronomia, és una ciència molt antiga que d'una manera experimental es pot datar des del Neolític. El primer ús de l'enginyeria agrícola va ser la introducció del reg en l'agricultura a gran escala als rius Nil i Eufrates abans de l'any 2000 aC. Les grans estructures de reg també estaven presents a Balutxistan i Índia abans de l'era cristiana. A Amèrica del Sud el regadiu era practicat al Perú pels inques i a Amèrica del Nord pels asteques. L'arada més antiga va ser l'arada romanda o arada de rascar.
En els darrers 2.000 anys són fites fonamentals a la península Ibèrica les obres del romà, nascut a Cadis, Columela (segle i), l'aràbo-andalusí Abu Zacaria (segle xi), el castellà Alonso de Herrera (segle xvi) i el català Fra Miquel Agustí (segle xvii).
Els colons americans practicaven el regadiu als voltants de San Antonio el 1715, els mormons practicaven el regadiu a la Vall del llac Salat el 1847.
Amb el creixement de la mecanització i l'energia del vapor a la revolució industrial, va començar una nova era en l'enginyeria agrícola. En el transcurs de la revolució industrial, les segadores mecàniques i plantadors substituirien els treballadors del camp en la majoria de les indústries d'aliments i cultius comercials. La batuda mecànica va ser introduïda el 1761 per John Lloyd, Magnus Strindberg i Dietrich. Andrew Meikle va construir la màquina trilladora de barra batedora el 1786. Charles Newbold va fer per primera vegada una arada de ferro colat entre 1760 i 1796.
James Smith va construir una segadora el 1811. George Berry va utilitzar una segadora combinada de vapor el 1886. John Deere va fer la seva primera arada d'acer el 1833. El cultivador de dos cavalls va fer el seu primer debut cap al 1861.
La introducció d'aquests conceptes d'enginyeria en el camp de l'agricultura va permetre un enorme impuls en la productivitat dels cultius, anomenada "segona revolució agrícola", que va consistir en:
1. Canvi de l'agricultura de subsistència camperola a l'agricultura efectiva per al mercat
2. Canvis tècnics de la rotació de cultius i millora ramadera
3. La mà d'obra es substitueix per maquinària

El segle xviii va veure el desenvolupament de ciències estretament lligades amb l'agronomia com són la química i la botànica a més de l'avanç de les diverses tècniques, en aquest moment van aparèixer les primeres enginyeries civils reglades. La primera escola oficial d'Enginyers Agrònoms a Espanya va ser la d'Aranjuez, fundada el 1855 per Reial Decret de la reina Isabel II d'Espanya. Un segle després (1959) es crea l'Escola de València i poc després, el 1969, té lloc l'establiment de l'Escola de Lleida, l'única que actualment imparteix aquesta carrera universitària de grau superior a Catalunya. Actualment a Lleida hi trobem l'Escola Tècnica Superior d'Enginyeria Agrària, escola creada el 1978 com a resultat de la fusió de l'Escola Universitària d’Enginyeria Tècnica Agrícola de Lleida (fundada l’any 1972) i l’Escola Tècnica Superior d’Enginyers Agrònoms de Lleida (creada l’any 1976).
Al segle xx, amb l'augment dels motors fiables als avions, es van implementar fumigació de cultius per via aèria per dispersar pesticides. Benjamin Holt va construir una recol·lectora alimentada amb gasolina el 1911. Erwin Peucker va construir el tractor bulldog el 1936. Deutz-Fahr va produir l'henificadora rotativa el 1961.
A finals del segle xx, es van crear els aliments modificats genèticament (o transgènics), donant un altre gran impuls als rendiments dels cultius i la resistència a les plagues.

## Línies d'aprofundiment
Per tot això, els objectius respecte a aquesta enginyeria seria formar professionals capaços de:
- Actuar en l'àmbit de la producció vegetal mitjançant el coneixement, l'anàlisi, aplicació de les bases i tècniques que intervenen a la planificació, assessorament, direcció tècnica d'explotacions i vivers agrícoles. Tot això amb criteris econòmics i de respecte al medi ambient.
- Actuar en l'àmbit de la producció animal a través del coneixement, l'anàlisi i l'aplicació de les bases i les tècniques de la producció animal que intervenen a la planificació, assessorament i direcció tècnica d'explotacions ramaderes. Tot això amb criteris econòmics i de respecte al medi ambient.
- Preparació prèvia, concepció, redacció i signatura de projectes que tinguin per objecte la construcció, reforma, reparació, conservació, demolició, fabricació, instal·lació, muntatge o explotació de béns mobles o immobles que per la seva naturalesa i característiques quedin compresos en la tècnica pròpia de la producció agrícola i ramadera (instal·lacions o edificacions, explotacions, infraestructures i vies rurals), la jardineria i el paisatgisme (espais verds urbans i/o rurals parcs, jardins, vivers, arbrat urbà, etc.), instal·lacions esportives públiques o privades i entorns sotmesos a recuperació paisatgística.
- Coneixement adequat dels problemes físics, les tecnologies, maquinària i sistemes de subministrament hídric i energètic. Els límits imposats per factors pressupostaris i normativa constructiva, i les relacions entre les instal·lacions o edificacions i explotacions agràries i els espais relacionats amb la jardineria i el paisatgisme amb el seu entorn social i ambiental, així com la necessitat de relacionar aquells i aquest entorn amb les necessitats humanes i de preservació del medi ambient.
- Dirigir l'execució de les obres objecto dels projectes relatius a explotacions agràries, espais verds i les seves edificacions, infraestructures i instal·lacions. Prevenció de riscos associats a aquesta execució, direcció d'equips multidisciplinaris i gestió de recursos humans, de conformitat amb criteris deontològics.
- Redacció i signar mesuraments, segregacions, parcel·lacions, valoracions i taxacions dins del medi rural i els espais relacionats amb la jardineria i el paisatgisme, tinguin o no caràcter d'informes pericials per a Òrgans judicials o administratius, i amb independència de l'ús al que aquest destinat el ben moble o immoble objecto de les mateixes.
- Redactar i signar estudis de desenvolupament rural, d'impacte ambiental, de gestió de residus de les explotacions agrícoles i ramaderes, i espais relacionats amb la jardineria i el paisatgisme.
- Dirigir i gestionar de tota classe d'explotacions agrícoles i ramaderes, espais verds urbans i/o rurals, i àrees esportives públiques o privades.
- Coneixement de les noves tecnologies, els processos de qualitat, traçabilitat, certificació, les tècniques de màrqueting, comercialització de productes alimentaris i plantes conreades.
- Coneixement en matèries bàsiques, científiques i tecnològiques que permetin un aprenentatge continu, així com capaços d'adaptar-se a noves situacions o entorns canviants i de resoldre problemes amb creativitat, iniciativa, metodologia i raonament crític.
- Liderar, comunicar i transmetre coneixements, habilitats i destreses en els àmbits socials d'actuació, així com amb capacitat per al treball en equips multidisciplinaris i multiculturals.
- Buscar i utilitzar la normativa i reglamentació relativa al seu àmbit d'actuació.
- Desenvolupar les seves activitats, assumint un compromís social, ètic i ambiental en sintonia amb la realitat de l'entorn humà i natural.

L'enginyeria de postcollita de productes agrícoles és la branca en la qual s'estudien, dissenyen, construeixen i optimitzen mecanismes i sistemes per al tractament posterior a la collita de fruites, hortalisses, grans, llavors i flors, etc. Com són conservació, rentat, tractament, assecat en grans i cereals, empaquetament, transport i comercialització, així com el disseny i la selecció de la maquinària i els mètodes utilitzats en aquests sistemes, basats en els principis de termodinàmica, transferència de calor i mecànica de fluids.
L'enginyeria de regs i drenatges de terres i cultius és la branca on dissenyen i construeixen sistemes de reg, drenatge, aqüeducte i clavegueram per a cultius i zones rurals, així com també selecció de materials com a canonades, additius, bombes, mànegues i materials de construcció. El disseny i implementació de models matemàtics per a l'avaluació de diversos casos que solen presentar-se en conques, rius, canals, reservoris i altres fonts hídriques, basats als principis d'hidràulica, hidrologia, meteorologia, estadística i altres ciències bàsiques.

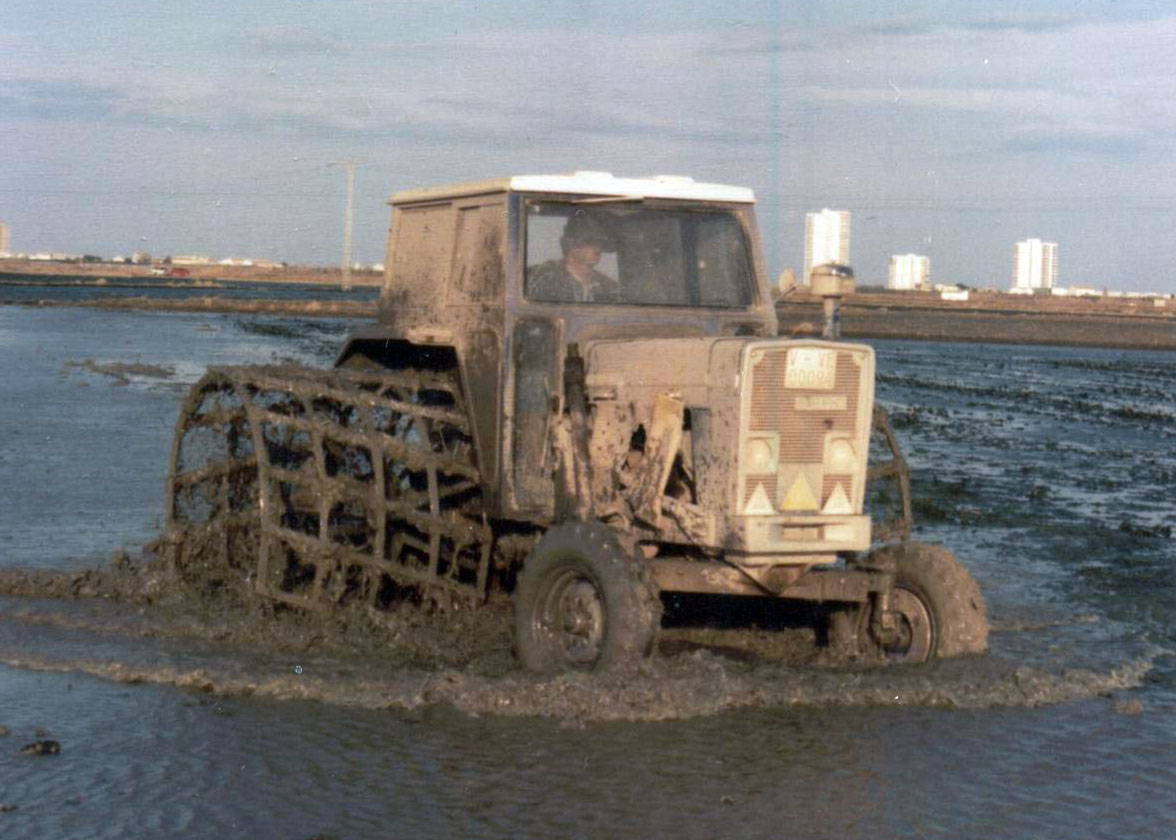
Un tractor treballa en una explotació arrossera.

L'hidrologia és la ciència que es dedica a l'estudi de la distribució, espacial i temporal, i les propietats de l'aigua present en l'atmosfera i en l'escorça terrestre. Això inclou les precipitacions, el vessament, la humitat del sòl, l'evapotranspiració i l'equilibri de les masses glacials. D'altra banda, l'estudi de les aigües subterrànies correspon a l'hidrogeologia. La hidrologia és una branca de les Ciències de la Terra.

## Mecanització agrícola
Posa èmfasi en el disseny i posterior construcció o selecció de maquinària i equips per a ús en el sector industrial i agropecuari com a tractors, arades, recol·lectores, autocarregadors, etc. Així com les seves parts i elements amb la finalitat d'optimitzar els processos productius, comercials del camp i guiats sempre de conceptes d'estàtica, resistència de materials, electricitat, electrònica i pneumàtica.